# Universität Hokkaidō

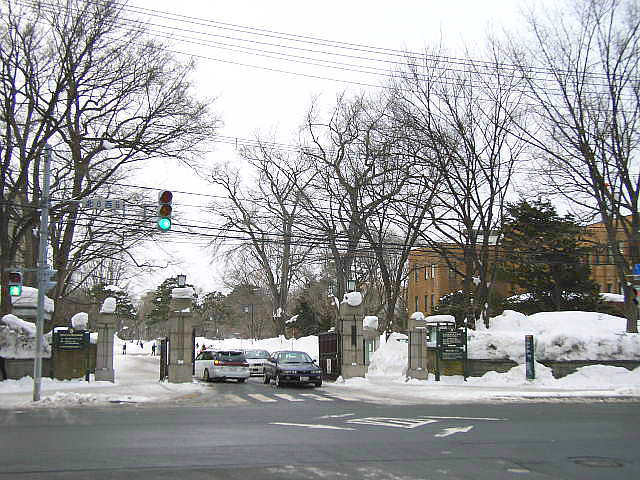
Eingangsbereich des Sapporo-Campus im Winter

Die Universität Hokkaidō (japanisch 北海道大学, Hokkaidō daigaku, kurz: Hokudai (北大)) ist eine staatliche Universität in Japan. Der Hauptcampus liegt in Sapporo, Hokkaidō.

## Geschichte
Der Ursprung der Universität war die Landwirtschaftsschule Sapporo (札幌農學校, Sapporo nōgakkō), die 1872 als Temporäre Schule von der Entwicklungskommission (開拓使仮學校, Kaitakushi kari gakkō) gegründet und 1876 umbenannt wurde. Der erste Vize-Präsident (der wirkliche Präsident) war William Smith Clark; seine Abschiedsworte sind heute das Motto der Universität Hokkaidō: “Boys, be ambitious!” („Jungen, seid ehrgeizig!“, jap. 少年よ、大志を抱け, Shōnen yo, taishi o idake).
Die Landwirtschaftsschule Sapporo war die erste japanische höhere Bildungsanstalt, die den Titel „Bachelor“ (学士, gakushi) vergeben konnte. 1903 zog die Schule in den heutigen Sapporo-Campus. 1907 wurde sie das Landwirtschaftliche College der Kaiserlichen Universität Tōhoku (東北帝國大學農科大學, Tōhoku teikoku daigaku nōka daigaku). 1918 entwickelte die Schule sich zur Kaiserlichen Universität Hokkaidō (北海道帝國大學, Hokkaidō teikoku daigaku). Zuerst hatte sie nur das Landwirtschaftliche College (1919 umbenannt: die Fakultät für Agrarwissenschaft). Sie gründete mehr Fakultäten: Medizin (1919), Ingenieurwissenschaften (1924), Naturwissenschaften (1930) und Rechts- und Geisteswissenschaften (1947).
1947 wurde sie in heutige Bezeichnung umbenannt. 1949 wurde die ehemalige Fischereifachschule Hakodate zur Fakultät für Fischereiwissenschaft.

## Fakultäten

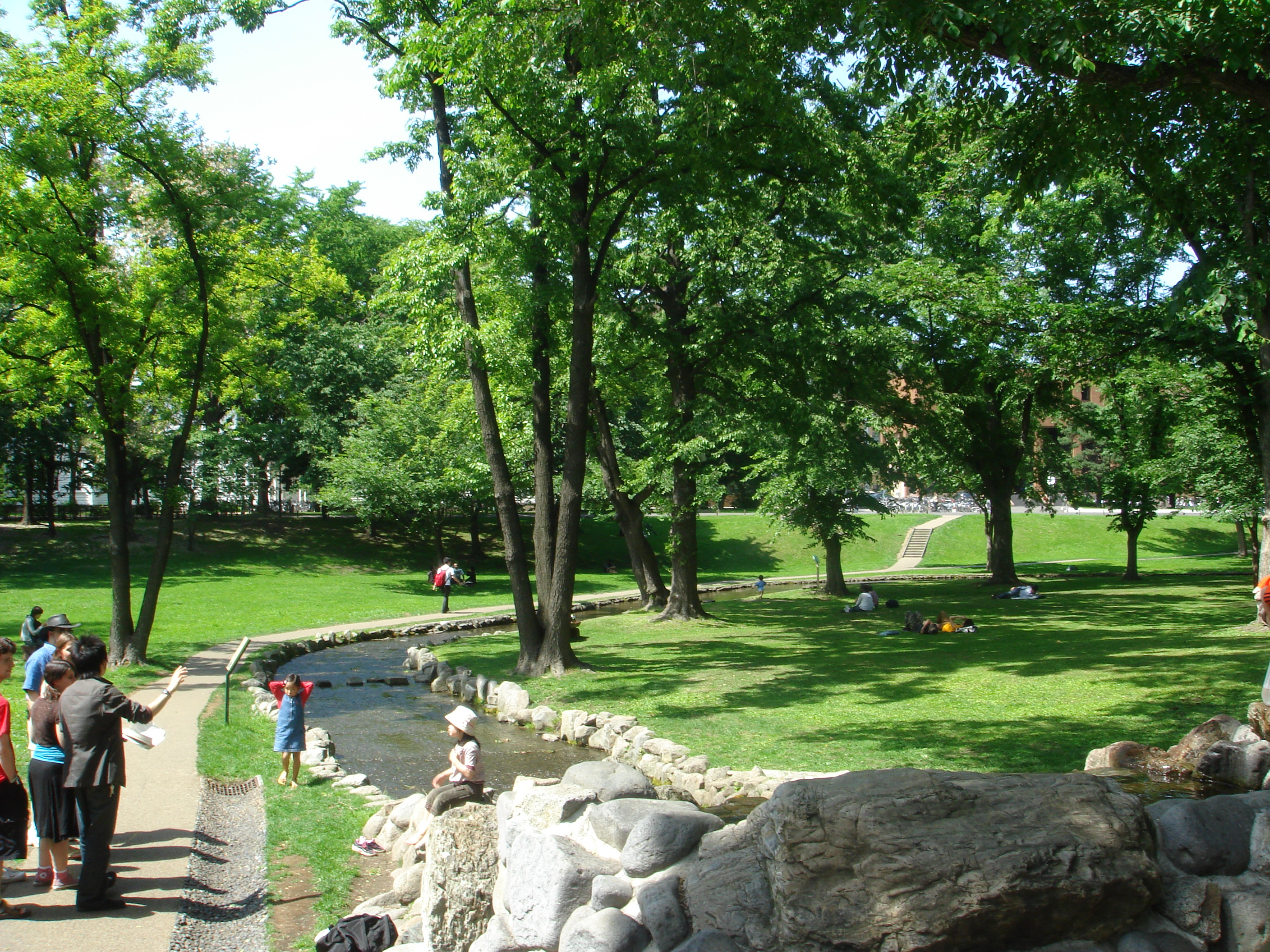
Sapporo-Campus

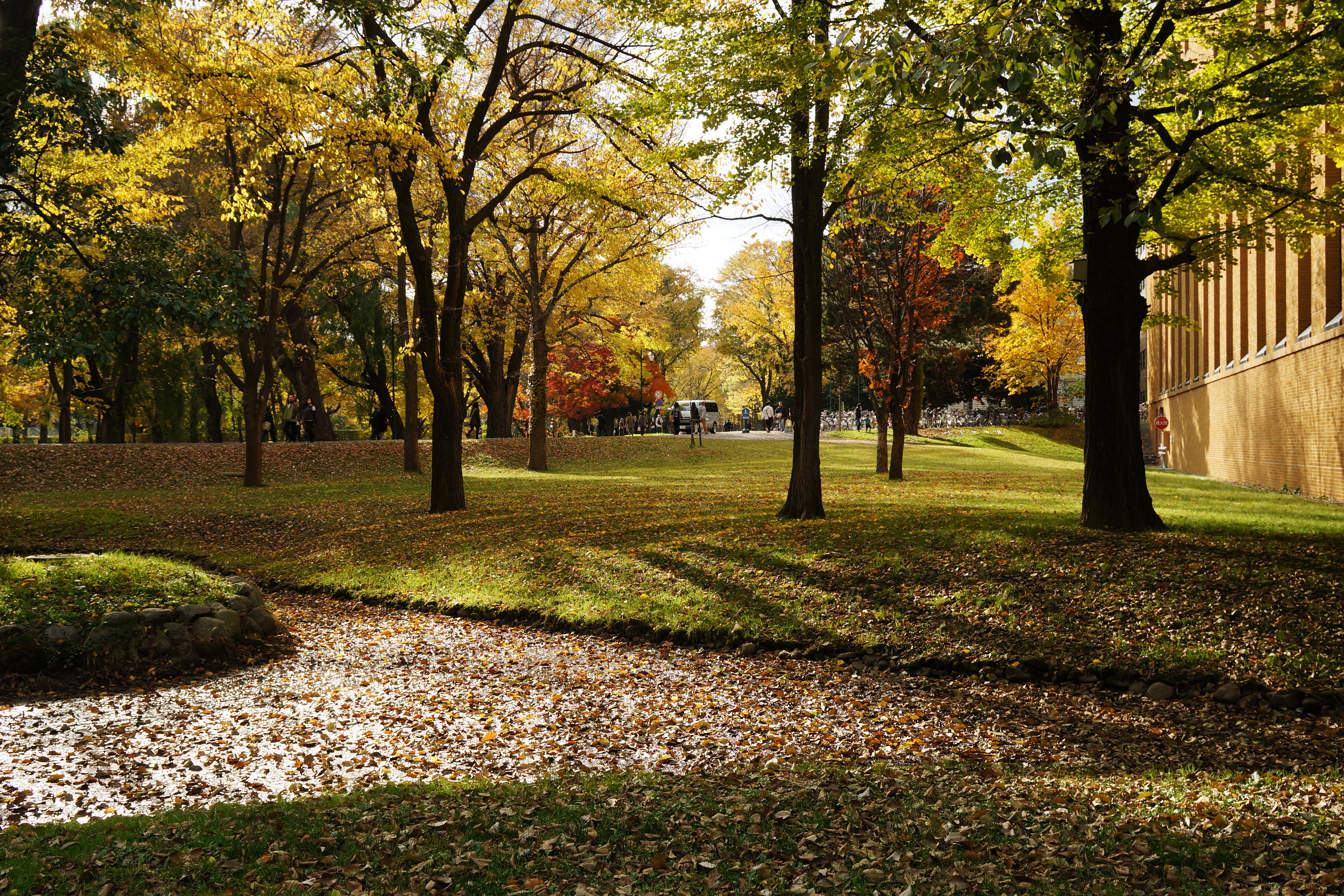
Sapporo-Campus

### Sapporo-Campus
(in Kita-ku, Sapporo, 43° 4′ 16,4″ N, 141° 20′ 39″ O):
- - Fakultät für Geisteswissenschaften
  - Fakultät für Pädagogik
  - Fakultät für Rechtswissenschaft
  - Fakultät für Wirtschaftswissenschaften
  - Fakultät für Naturwissenschaften
  - Fakultät für Medizin
  - Fakultät für Zahnmedizin
  - Fakultät für Pharmazie
  - Fakultät für Ingenieurwissenschaften
  - Fakultät für Agrarwissenschaft
  - Fakultät für Veterinärmedizin

### Hakodate-Campus
(in Hakodate, 41° 48′ 32,9″ N, 140° 43′ 5,7″ O):
- - Fakultät für Fischereiwissenschaft

## Absolventen (Auswahl)
- Uchimura Kanzō (1861–1930), Theologe
- Inazo Nitobe (1862–1933), Agrarwissenschaftler und Schriftsteller
- Ban Motohiko (1905–1998), Agrarwissenschaftler, später Sportfunktionär
- Ifukube Akira (1914–2006), Komponist
- Akira Suzuki (* 1930), Chemiker
- Mamoru Mōri (* 1948), Astronaut
- Riko Muranaka (* 1953), Medizinerin und Journalistin